# 극장판 헬로 카봇: 수상한 마술단의 비밀
《극장판 헬로 카봇: 수상한 마술사의 비밀》은 헬로 카봇 시리즈의 네번째 극장판이다.

## 개요
2022년 9월 28일 헬로 카봇 네번째 극장판으로 개봉되었다. 배급사는 롯데엔터테인먼트.

## 시놉시스
할아버지 댁으로 휴가를 떠난 차탄과 가족들! 그곳에서 만난 매력만점의 새로운 친구인 ‘삼순’과 함께 즐거운 시간을 보낸다.
그때, 할아버지가 키운 명품 수박들이 사라지는 사건이 일어나고 범인은 바로 마을에 자리 잡은 수상한 마술단? 그들이 노리는 것은 바로 수박 에너지!
지구 정복을 노리는 수상한 마술단에 맞서 차탄과 카봇 그리고 삼순은 초특급 한판 승부를 벌이게 되는데…!
전설의 펜타스톰 X, 파워크루저와 함께 더 강력하게! 더 화려하게 돌아왔다!

## 등장인물
- 삼순
- 마론
- 스론
- 원숭이 외계인들

## 등장 카봇
- 킹도저
- 그린팜

## 목소리 출연
- 김율: 삼순
- 조경이: 벌레
- 이정구: 마론
- 이장원: 스론
- 김민주: 잡는 원숭이 1, 자전거 타는 원숭이, 남장승, 노란 개구리 1, 남자, 안경남, 농부, 물고기
- 이현: 잡는 원숭이 2, 쳐다보는 코주부
- 홍범기: 삼순의 아버지, 고릴라, 침팬지
- 원에스더: 녀장승, 노란 개구리 2
- 강시현: 녀자
- 허성재: 킹도저
- 오주희: 그린팜

## 스태프
- 총감독: 최신규
- 감독: 이슬기, 정승원
- 제작: ㈜초이락컨텐츠컴퍼니
- 제공: ㈜초이락미디어
- 공동제작: 스튜디오더블유바바㈜
- 공동투자: KBS kids, 스튜디오더블유바바㈜
- 배급: 롯데엔터테인먼트
- 극장판 헬로 카봇: 수상한 마술단의 비밀
- © 2022 HELLO CARBOT MOVIE IV All Rights Reserved.